# Matteo Pérez Vinlöf
Matteo Pérez Vinlöf, né le 18 décembre 2005 à Stockholm en Suède, est un footballeur suédois qui évolue au poste d'arrière gauche au Dinamo Zagreb.

## Biographie

### En club
Né à Stockholm en Suède, Matteo Pérez Vinlöf est formé par l'IF Brommapojkarna et le Hammarby IF. Après un essai il rejoint le Bayern Munich le 19 janvier 2022, où il doit dans un premier temps intégrer l'équipe des moins de 19 ans du club.
Il joue son premier match avec l'équipe première du Bayern le 12 mai 2024, à l'occasion d'une rencontre de Bundesliga, la première division allemande, face au VfL Wolfsburg. Il entre en jeu à la place de Bryan Zaragoza et son équipe s'impose par deux buts à zéro.
Le 12 juillet 2024, il est prêté pour une saison au club autrichien du FK Austria Vienne.

### En sélection
Matteo Pérez Vinlöf représente la Suède en sélection, faisant ses débuts avec les moins de 17 ans. Il joue treize matchs avec cette sélection entre 2021 et 2022.